# Làmina d'alga

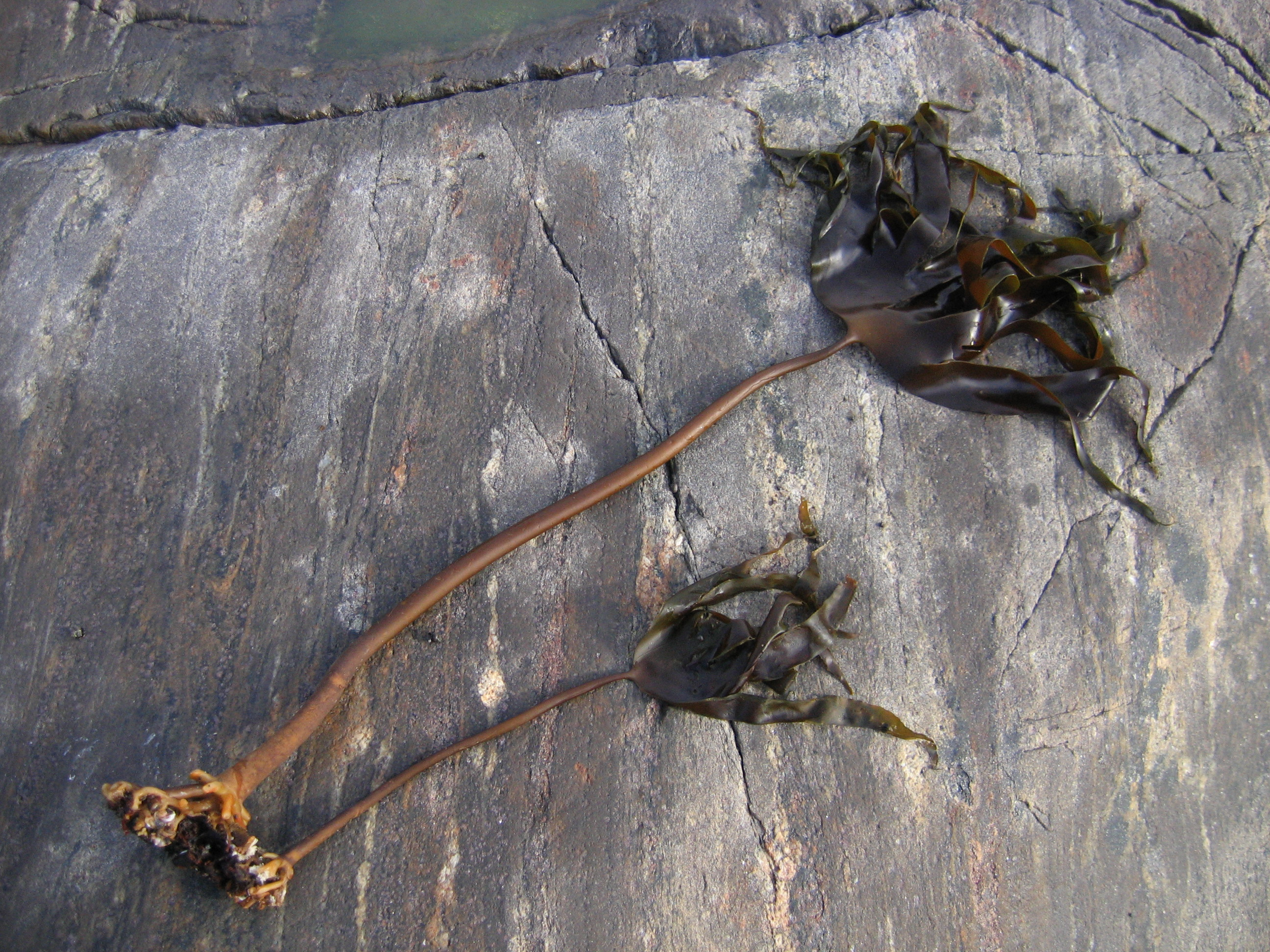
Dos exemplars de Laminaria hyperborea, sengles mostrant el rizoide (esquerra), la cama que connecta el rizoide amb les làmines, i les làmines (dreta).

La làmina és una estructura generalment expandida i aplanada, que forma el cos de les algues macroscòpiques. Sovint es desenvolupa amb òrgans especialitzats com vesícules de flotació i òrgans de reproducció. La làmina és típicament una expansió de l'estip i de vegades s'adhereix al substrat per mitjà d'un rizoide.